# Joseon-wangjo obaengnyeon
Joseon-wangjo obaengnyeon (조선왕조 오백년?, lett. Dinastia Joseon cinquecento anni; titolo internazionale 500 Years of Joseon Dynasty) è una serie di drama sudcoreani trasmessi su MBC da marzo 1983 a dicembre 1990. Le undici serie, dirette da Lee Byung-hoon e sceneggiate da Shin Bong-seung, raccontano l'intera dinastia Joseon tramite gli avvenimenti e i regni principali, ricostruiti sulla base di esaustive ricerche storiche negli Annali della dinastia Joseon.

## Lista
- Chudonggung mama (추동궁 마마, Il re del palazzo Chundong) (1983, 52 puntate): da Taejo (1° sovrano) a Taejong di Joseon (3° sovrano)
- Ppurigip-eun namu (뿌리깊은 나무, Un albero con radici profonde) (1983, 22 puntate): Sejong il Grande (4° sovrano)
- Seoljungmae (설중매, Il fiore di pruno nella neve) (1984-1985, 106 puntate): da Munjong (5° sovrano) a Yeonsangun (10° sovrano)
- Pungran (풍란, L'orchidea del vento) (1985, 58 puntate): da Jungjong (11° sovrano) a Myeongjong (13° sovrano)
- Imjin waeran (임진왜란, La guerra Imjin) (1985-1986, 54 puntate): Seonjo (14° sovrano)
- Hoecheonmun (회천문, Il cancello Hoecheon) (1986, 50 puntate): Gwanghaegun (15° sovrano)
- Namhansanseong (남한산성, Il castello del monte Nahman) (1986-1987, 22 puntate): da Injo (16° sovrano) a Hyeonjong (18° sovrano)
- Inhyeon wanghu (인현왕후, La regina Inhyeon) (1988, 71 puntate): da Sukjong (19° sovrano) a Gyeongjong (20° sovrano)
- Hanjungnok (한중록, riferito al libro di memorie della dama Hyegyeong) (1988-1989, 62 puntate): Yeongjo (21° sovrano)
- Pamun (파문, Scomunica) (1989, 28 puntate): da Jeongjo (22° sovrano) a Cheoljong (25° sovrano)
- Dae-wongun (대원군) (1990, 32 puntate): da Gojong (26° sovrano/1º Imperatore) a Sunjong (2º Imperatore)